# Rykellus
Rykellus – rodzaj roztoczy z kohorty żukowców i rodziny Ologamasidae.
Rodzaj ten został opisany w 1970 roku przez Davida C. Lee. Gatunkiem typowym wyznaczono Cyrtolaelaps (Gamasellus) darglensis.
Żukowce te mają tarczkę podonotalną zlaną wzdłuż wyraźnej V-kształtnej linii z tarczką opistonotalną. Tarczka wentrianalna nie zlewa się holodorsalną. W pobliżu bioder czwartej pary odnóży tarczki perytremalne zlewają się egzopodalnymi, a miejsca ich połączeń są za przetchlinkami szersze niż szerokość perytrem.
Należą tu gatunki:
- Rykellus anibali Santos, Castilho, Silva et de Moraes, 2015
- Rykellus brevipellitus Karg et Schorlemmer, 2009
- Rykellus darglensis (Ryke, 1962)
- Rykellus longopilus (Karg, 1976)
- Rykellus mineroi Santos, Castilho, Silva et de Moraes, 2015
- Rykellus nkandhlaensis (Ryke, 1962)
- Rykellus ovalis Karg et Schorlemmer, 2013
- Rykellus ubatubaensis (Hirschmann, 1966)